# Louise a Danemarcei (1726–1756)
Louise a Danemarcei (19 octombrie 1726 – 8 august 1756) a fost prințesă daneză, fiica regelui Christian al VI-lea al Danemarcei și a soției sale, Sophie Magdalene de Brandenburg-Kulmbach. În urma căsătoriei cu Ernest Frederic al III-lea, Duce de Saxa-Hildburghausen ea a devenit Ducesă de Saxa-Hildburghausen.

## Biografie

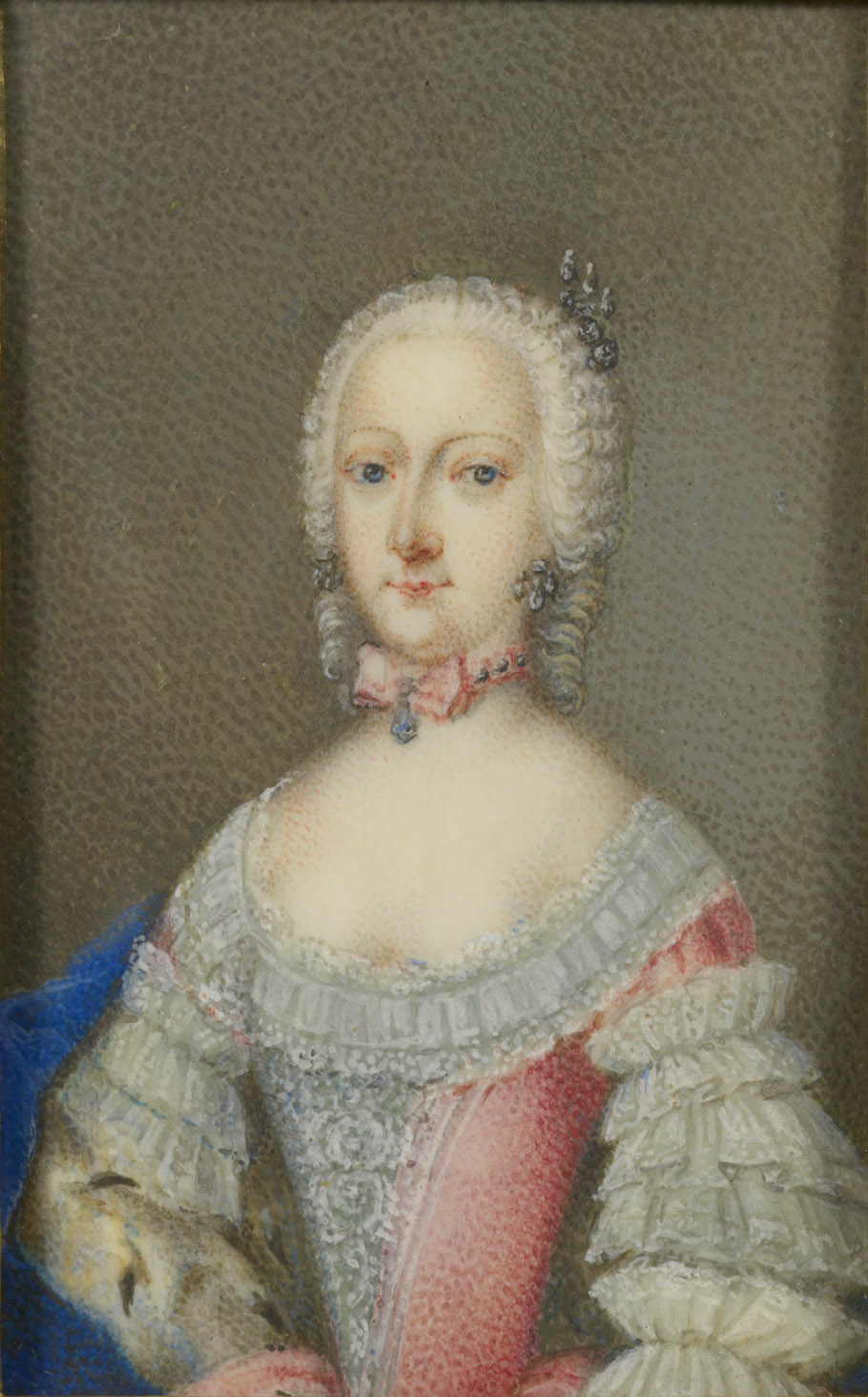
Miniatură a prințesei inspirată de un portret pictat în jurul timpului căsătoriei ei

Louise a fost descrisă de diplomații străini ca o persoană plină de viață, nu prea bine adaptată la curtea rigidă și religioasă a părinților ei. Relațiile dintre ea și părinți nu au fost bune din cauza personalității lor diferite. Ei îi displăceau obiceiurile stricte de la curte; tatăl ei s-a plâns de "natură ei rebelă" într-o scrisoare către prietenul său, contele Christian Günther Stolberg. Numele Louisei a fost implicat într-un delicat joc diplomatic, care a avut loc în ultimii ani ai domniei lui Christian al VI-lea.

### Scandal și căsătorie
Inițial atenția a fost îndreptată spre potențiala căsătorie cu fiul cel mic al regelui George al II-lea al Marii Britanii, Ducele de Cumberland, dar acest plan a fost abandonat în urma încercării lui Christian al VI-lea de a transforma în regină a Suediei  în timpul alegerii moștenitorului tronului sudez, care era vacant, în 1742-43, printr-un angajament cu Prințul Zweibrücken-Birkenfeld care a acționat în calitate de candidat al Franței sau prințul de Mecklenburg, care era, de asemenea, considerat ca o opțiune potrivită. Nici unul din aceste planuri nu s-a fructificat. Candidatul Holstein-Gottorp Adolf Frederic a fost ales rege în 1743 de către Parlamentul suedez (Riksdag).
În timpul domniei fratelui ei Frederic al V-lea, în 1749, Louise a avut o relație -și posibil un copil- cu un valet din nobila familie daneză Ahlefeldt, care a fost arestat și închis în fortăreața Munkholm. Mai târziu în acel an, ea a fost căsătorită în grabă cu Ernest Frederic al III-lea, Duce de Saxa-Hildburghausen. A primit o zestre mare pentru a grăbi nunta și a calma scandalul. Ei s-au căsătorit la Palatul Hirschholm, la nord de Copenhaga, la 1 octombrie 1749.
Ca ducesă de Saxa-Hildburghausen, ea a fost în fruntea unei curți cunoscută pentru eticheta oficială a acesteia, costurile mari și multe petreceri. A fost descrisă ca fiind mândră și "cheltuitoare", îi plăceau balurile, mascaradele, vânătoarea și jocurile de noroc.
A murit la 8 august 1756 după nașterea unui singur copil care a murit după o lună: prințesa Frederica Sophie Juliane Caroline (5 decembrie 1755 - 10 ianuarie 1756).
1. ↑  Find a Grave, accesat în 28 noiembrie 2024
2. ↑  Dictionary of Women Worldwide[*] Verificați valoarea |titlelink= (ajutor)